# Boston Heights (Ohio)
Pour les articles homonymes, voir Boston Heights.
Boston Heights est un village américain situé dans le comté de Summit, dans l'Ohio. Selon le recensement de 2010, sa population est de 1 300 habitants.